# Barrage de Baihetan
Le barrage de Baihetan (chinois simplifié : 白鹤滩水电站 ; pinyin : Báihètān shuǐdiànzhàn) est un barrage hydroélectrique sur la rivière Jinsha (nom donné au cours supérieur du fleuve Yangzi Jiang), dans le sud-ouest de la Chine.
Avec une puissance installée de 16 GW, le barrage de Baihetan est, depuis sa livraison totale le 20 décembre 2022, le deuxième plus puissant au monde, seulement surpassé par le barrage des Trois-Gorges et ses 22,5 GW, également sur le Yangzi Jiang en Chine. Il est par la même occasion la deuxième centrale électrique la plus puissante au monde, tous types confondus.
Le barrage de Baihetan comporte les turbines hydrauliques les plus puissantes jamais conçues, les premières à atteindre le seuil symbolique de 1 GW.
Haut de 289 mètres et large de 709 m, il sera en outre le quatrième barrage le plus haut du monde et l'un des plus grands barrages-voûtes.

## Localisation
Le barrage est situé à la limite entre le comté de Ningnan dans le Sichuan et le comté de Qiaojia dans le Yunnan. Les grandes villes les plus proches sont Ludian, à 65 km à l'est, et Kunming, à 260 km au sud. Le barrage de Wudongde se trouve 182 km en amont sur le Jinsha, celui de Xiluodu 195 km en aval.
La crête du barrage atteint l'altitude 834 m, le niveau maximal du lac de retenue étant annoncé à 825 m. Le barrage exploite un bassin versant de 430 000 km2.
La région est soumise à un fort aléa sismique, contrainte majeure dans la conception du barrage et de ses installations.

## Contexte

### Cascade hydroélectrique du Jinsha inférieur
Le barrage de Baihetan fait partie d'un projet global d'aménagement hydroélectrique de la partie inférieure du Jinsha, conduit par la China Three Gorges Corporation (CTG). Quatre très grands barrages seront construits en cascade, en deux phases (2014 et 2021-22), avec d'amont en aval :
- le barrage de Wudongde - 10 200 MW - en service depuis juin 2021
- le barrage de Baihetan - 16 000 MW - début de mise en service en juin 2021, puissance totale déployée en 2022
- le barrage de Xiluodu - 13 600 MW - en service depuis 2014
- le barrage de Xiangjiaba - 6 448 MW - en service depuis 2014

La cascade hydroélectrique totalise une puissance installée de 46,46 GW (plus de deux fois la puissance du barrage des Trois Gorges), pour une production annuelle estimée à 190 TWh/an,. À l'achèvement du projet, les quatre barrages font tous partie des 12 plus puissants du monde.
Cet aménagement s'inscrit dans un vaste projet de transfert d'électricité depuis les régions au riche potentiel en électricité renouvelable de l'ouest, vers les régions densément peuplées et industrialisées de l'est et du sud du pays,. Le barrage de Baihetan est un élément majeur de ce projet de transport d'électricité d'ouest en est.

## Caractéristiques

### Site d'implantation
Le site de Baihetan se situe dans une région fortement sismique, au sein d'une vallée en V étroite et asymétrique (la rive droite est plus haute de 650 mètres), aux parois friables. De ce fait, la construction du barrage est considérée comme l'une des plus difficiles au monde,.
Les roches environnantes se composent essentiellement de basalte aphanitique, de spilite et de brèche volcanique. La présence en grande quantité d'orgues basaltiques au niveau de l'interface du barrage (surface de contact entre le béton du barrage et la roche encaissante) a posé d'importants défis lors de la construction du barrage.
Le débit annuel moyen du Jinsha au niveau du barrage est de 4 110 m3/s.

### Barrage
Le barrage de Baihetan est un barrage-voûte à double courbure en béton, d'un volume de 8,03 millions de mètres cubes[réf. nécessaire]. Haut de 289 mètres depuis le lit de la rivière et long de 709 mètres à son sommet, il est l'un des plus grands barrages de ce type au monde. La voûte est divisée en 31 sections verticales, coulées indépendamment, séparées par 30 joints transversaux[réf. nécessaire].
L'épaisseur du barrage atteint 72 mètres à la base et 13 mètres au sommet ; l'épaisseur des fondations élargies est de 95 mètres[réf. nécessaire],.
Le déversoir de crue comprend six ouvertures à la surface du barrage, sept autres dans sa structure, ainsi que trois tunnels d'évacuation non-pressurisés creusés dans la rive gauche, permettant au total d'évacuer un débit maximal de 42 346 m3/s,, le troisième le plus élevé au monde pour un barrage.

### Lac de retenue
Une fois terminé, le barrage donnera naissance à un lac de retenue long de 182 km, pour un volume de 20,63 km3. À titre de comparaison, ce volume est supérieur à celui du lac Fuxian, le lac naturel le plus profond du Yunnan.
En plus de la production hydroélectrique, cette retenue permettra d'exercer une régulation du débit du fleuve : elle dispose d'une capacité de rétention des crues à hauteur de 7,5 km3, pour un volume de régulation total de 10,43 km3. Cette capacité de régulation du débit est également présentée comme un outil pour améliorer les conditions de navigation sur le fleuve en aval, et pour améliorer la production des barrages situés en aval. Un gain de production cumulé de 1,71 TWh/an est espéré sur les barrages de Xiluodu, Xiangjiaba, des Trois-Gorges et de Gezhouba.
Si l'absence d'écluses ne permettra pas la navigation de part et d'autre du barrage, le transport fluvial pourrait en revanche se développer sur la zone du réservoir. 44 ports fluviaux doivent être construits au bord des nouveaux villages qui accueilleront les déplacés.

### Installations hydroélectriques
Le barrage est associé à une centrale hydroélectrique de 16 GW, la deuxième la plus importante du monde derrière celle des Trois-Gorges (22 500 MW), devançant celles d'Itaipu (14 GW) et de Xiluodu (13 860 MW).
Cette centrale se compose de 16 turbines Francis d'une puissance unitaire de 1 GW, les plus puissantes jamais conçues. En réalité, le barrage de Baihetan comporte deux centrales électriques séparées, creusées de part et d'autre du barrage dans chacun des flancs du canyon, et comportant huit turbines chacune. Après le passage par les turbines, l'eau est évacuée via quatre galeries de fuite par centrale (une pour deux turbines)[réf. nécessaire]. Chaque centrale dispose en outre de quatre chambres d'équilibre cylindriques, de 45 m de diamètre et 120 m de haut.
Avec une longueur de 453 m, une largeur de 31 à 34 m et une hauteur de 88,7 m, les centrales souterraines sont les plus grandes du monde,.
Contrairement au barrage de Wudongde voisin dont les turbines sont de conception étrangère (General Eletric et Voith), les turbines de 1 GW du barrage de Baihetan sont intégralement conçues et fabriquées en Chine. Huit sont fournies par Dongfang Electric Machinery, les huit autres par Harbin Electric Machinery Factory, deux entreprises chinoises d'équipements électriques. Chaque turbine est haute de 3,92 m et large de 8,62 m, pour un poids de 350 tonnes. La roue des turbines comporte 15 pales de 11 tonnes chacune. Les turbines ne forment qu'une petite partie des rotors, mesurant chacun 50 m de haut et pesant 8 000 tonnes[réf. nécessaire].
La production électrique moyenne devrait atteindre 62,44 TWh/an, l'équivalent de la consommation de l'agglomération de Chengdu en 2018,.

## Coûts et financement
Le coût total du projet était estimé à 24,5 ou 26,5 milliards de dollars US en 2017, ; 10,4 milliards de dollars (70 milliards de yuans) ont été dépensés pour les seules compensations versées aux habitants délogés.

## Chronologie

### Développement et validation du projet
Le projet est mené par la Jinsha River Yunchuan Hydropower Development Company, consortium créé pour l'occasion dont China Three Gorges Corporation (CTG) possède 70 % des parts, et les provinces du Sichuan et du Yunnan 15% chacune. Le barrage est construit et exploité par CTG.
Des études de préfaisabilité sont menées depuis l'an 2000 par l'East China Survey and Design Institute, et se sont achevées en avril 2005. La Commission pour la Planification de l'État a décidé en novembre 2002 que le développement du projet incomberait à China Three Gorges Corporation (CTG).
Le projet du barrage de Baihetan est évoqué dans la presse dès 2006, mais conçu dans des dimensions plus petites, avec seulement 12 GW de puissance installée. La planification du chantier actuel est mise en place en 2008. L'étude de faisabilité a été validée en 2010 par la Commission Nationale du Développement et de la Réforme, et le projet est validé par le Gouvernement central en 2011. Il est alors classifié "Projet de catégorie I", à savoir d'importance primordiale selon la nomenclature des autorités chinoises. Le ministère de la Protection de l'environnement a approuvé l'étude d'impact environnemental en février 2015.

### Travaux préparatoires
Les travaux préparatoires débutent en 2011, avec la construction de la route d'accès en rive gauche. L'excavation des deux rives pour accueillir le futur barrage commence en novembre 2011. Les cinq tunnels de dérivation, permettant le détournement de l'eau du fleuve le temps de la construction du barrage, sont percés dans les deux rives entre février et avril 2012. Les premières centrales à béton qui produiront le corps du barrage sont installées au début de l'année 2017[réf. nécessaire].
Le chantier est frappé le 28 juin 2012 par un glissement de terrain engendré par de fortes pluies, qui fait 14 morts et 26 disparus parmi les ouvriers et leurs proches résidant dans la base vie,. La région est en effet fortement sujette aux glissements de terrain, dont la prise en compte du risque fut un enjeu majeur de la conception du barrage.

### Construction
Les travaux de construction du barrage lui-même et le creusement des tunnels hydrauliques sont lancés le 3 août 2017 avec une cérémonie en grande pompe, après plus de dix ans d'études et six ans de travaux préparatoires. À cette date, la fin de la construction est alors annoncée pour mai 2022, et l'entrée en service complète de la centrale hydroélectrique est prévue fin 2022.
La première des 16 turbines a été fabriquée à l'usine de Dongfang Electric en janvier 2019, et le premier rotor a été hissé et installé avec succès le 9 septembre 2020, dans la centrale située rive droite.
Le 14 octobre 2020, CTG annonce avoir achevé la construction de l'ensemble des infrastructures souterraines avec la fin du coulage du toit de la centrale de rive droite, marquant une étape importante dans l'avancement du projet. S'ensuit une phase consistant essentiellement en la mise en place des générateurs au sein des centrales souterraines. À cette date, 90% du corps principal du barrage ont été coulés.
À l'automne 2020, il est prévu que la première turbine entre en service en juillet 2021, marquant le début de la production d'électricité, et que la livraison complète des installations ait lieu en décembre 2022.
Les deux premières turbines entrent en service le 28 juin 2021. À terme cela devrait réduire la consommation de 20 millions de tonnes annuelles de charbon. La 3e turbine est active le 17 juillet 2021 portant à 3 GW la puissance active. À cette date, les deux premières unités ont déjà produit plus d'1 milliard de kWh.
Le 20 décembre 2022, la dernière turbine est connectée au réseau et la centrale est pleinement opérationnelle.

## Le dernier méga-barrage chinois?
À l'approche de la livraison du barrage de Baihetan, tout indique que celui-ci sera probablement l'un des derniers, si ce n'est le dernier, barrage géant construit en Chine. En effet, au terme d'une décennie qui aura vu la mise en service de cinq des dix barrages hydroélectriques les plus importants au monde, la Chine a épuisé les meilleurs sites potentiels pour des grands barrages. Les sites encore vierges de barrages, plus éloignés des centres de consommation et à la configuration plus difficile donc plus chers à exploiter, ne sont plus compétitifs face aux énergies éolienne et solaire dont les prix continuent de chuter.
En 2020, plus aucun barrage dépassant les 10 GW n'est en construction ou en planification. Seul le barrage de Motuo sur le Brahmapoutre, avec un potentiel de 38 GW, est à l'étude, mais sa réalisation est peu probable aux yeux des spécialistes. Toutefois, cet état de fait ne signe pas la fin de l'hydroélectricité en Chine, qui poursuit son développement à travers des projets plus modestes (1 à 3 GW) et l'essor du pompage-turbinage.

## Impacts

### Populations déplacées
Plus de 102 000 personnes vivant dans la zone affectée par le barrage, soit 110 villages répartis sur six comtés du Sichuan et du Yunnan, ont dû être relogées,. Beaucoup d'entre elles appartiennent à des minorités ethniques, dont certains observateurs soulignent que les conditions de relogement respectent rarement les besoins et le mode de vie, pouvant conduire à des dégradations de la qualité de vie. En outre, la population rurale affectée par le barrage est particulièrement pauvre, souffrant de la rareté des terres cultivables. 8 500 hectares de terres agricoles seront noyés au remplissage du lac de barrage.
Plus de 10,4 milliards de dollars leur ont été versés en guise de compensation, une somme volontairement supérieure aux standards d'après les responsables de CTG, dans le but de dynamiser l'économie locale. Les consultations pour le relogement ont débuté en 2011, et le relogement effectif en 2017.

### Impacts sur les écosystèmes
Le passage des poissons sera bloqué par le barrage, ce qui devrait conduire à une disparition locale des espèces migratoires. Au titre de la compensation écologique des destructions d'écosystèmes engendrées par le barrage, deux réserves naturelles seront créées sur des sections de rivière exemptes de barrages et abritant des habitats uniques pour les poissons endémiques du bassin supérieur du Yangzi Jiang.
Si l'impact des grands barrages sur la température de l'eau en aval est largement décrié, il semblerait qu'en raison du nombre déjà important de barrages sur le Jinsha, l'effet additionnel du barrage de Baihetan soit faible à l'aval des Trois Gorges.
Les écosystèmes terrestres seront aussi grandement affectés, avec l'inondation prévue de 6 800 hectares de forêts[réf. nécessaire].

### Production d'électricité bas-carbone
Le Barrage de Baihetan produira une électricité décarbonée à hauteur de 62,44 TWh/an. Si cette production devait être remplacée par des centrales au charbon (la source d'électricité principale en Chine), cela reviendrait à consommer chaque année 20 millions de tonnes de charbon, et émettre 52 millions de tonnes de dioxyde de carbone. L'ajout de la production du barrage de Baihetan sur le réseau devrait contribuer à faire augmenter sensiblement la part de l'hydroélectricité dans le mix électrique chinois.

### Retombées économiques
Les promoteurs du projet estiment que les prouesses accomplies par le barrage de Baihetan, intégralement conçu localement et équipé avec des équipements chinois, devraient contribuer à exporter le savoir-faire chinois en matière d'hydroélectricité. Les turbines de fabrication chinoise, notamment devraient gagner une place croissante au sein de la concurrence internationale,.
À l'échelle régionale, l'amélioration de nombreuses infrastructures dans la zone du réservoir, notamment les nouvelles zones d'habitations pour les personnes relogées, devraient stimuler le développement industriel et économique local[réf. nécessaire]. Dix mille emplois ont été créés pour la construction du barrage et celui-ci devrait avoir un impact durable sur l'économie locale d'après le directeur des travaux.